# Anders Jacobsen
Anders Jacobsen (* 17. února 1985 Hønefoss) je bývalý norský skokan na lyžích, vítěz Turné čtyř můstků 2007.

## Životopis
Skoky na lyžích byly pro Jacobsena dlouho jen zálibou. Pracoval jako nevyučený instalatér. Až v létě 2006 dostal příležitost od trenéra Kojonkoskiho a vstoupil do reprezentačního výběru, který rozšířil po vydařené letní případě společně s Tomem Hildem.
Do Světového poháru vstoupil až 24. listopadu 2006 v Kuusamu a hned se prosadil na stupně vítězů - byl třetí. Podobně úspěšný byl i v následujícím podniku v Lillehammeru. 17. prosince 2006 slavil poprvé pohárové vítězství v Engelbergu ve Švýcarsku.
Připojil se tak k favoritům nadcházejícího Turné čtyř můstků. V německé části turné nebyl tak výrazný, když obsadil čtvrté místo v Oberstdorfu a páté v Garmisch-Partenkirchenu. Následovalo ale vítězství v Innsbrucku a potvrzení celkového prvenství druhým místem v Bischofshofenu. „Je to prostě úžasné. Mým cílem bylo skončit v nejlepší desítce, takže tohle je pro mě pohádkový výsledek,“ řekl tehdy.
Do konce sezóny přidal ještě dvě vítězství ve Světovém poháru a celkově v jeho seriálu skončil druhý za Polákem Adamem Małyszem. Menší úspěchy zaznamenal na Mistrovství světa v severském lyžování 2007 v Sapporu. Na středním můstku skončil sedmý, na velkém čtrnáctý. Stříbrnou medaili má ze soutěže týmů, kterou absolvoval s Tomem Hildem, Andersem Bardalem a Roarem Ljøkelsøyem. V létě 2011 se rozhodl přerušit aktivní kariéru a věnovat se své rodině. Jedním z důvodů mohla být jeho klesající forma.

## Zajímavosti
Jacobsen vyniká přesným timingem na odrazu, který není silný, ale technicky dokonalý, vše doplňuje tradičně výbornou letovou fází.